# Ingenico
Ingenico Group SA mit Sitz in Suresnes ist ein – ehemals börsennotiertes – französisches Unternehmen der Zahlungsbranche.

## Hintergrund
Das Unternehmen wurde 1980 von Jean-Jacques Poutrel und Michel Malhouitre gegründet. Ingenico fertigt Chipkartenleser für die bargeldlose Zahlungsabwicklung und entwickelt Softwarelösungen für Onlinezahlungen im Bereich des elektronischen Handels. Im Geschäftsjahr 2017 machte das Unternehmen einen Umsatz von 2,51 Milliarden Euro mit rund 7.500 Mitarbeitern. Eine deutsche Tochtergesellschaft Ingenicos ist Ingenico Payment Services. Im Oktober 2018 kündigte Ingenico eine Partnerschaft mit dem schwedischen Zahlungsdienstleister Trustly an.

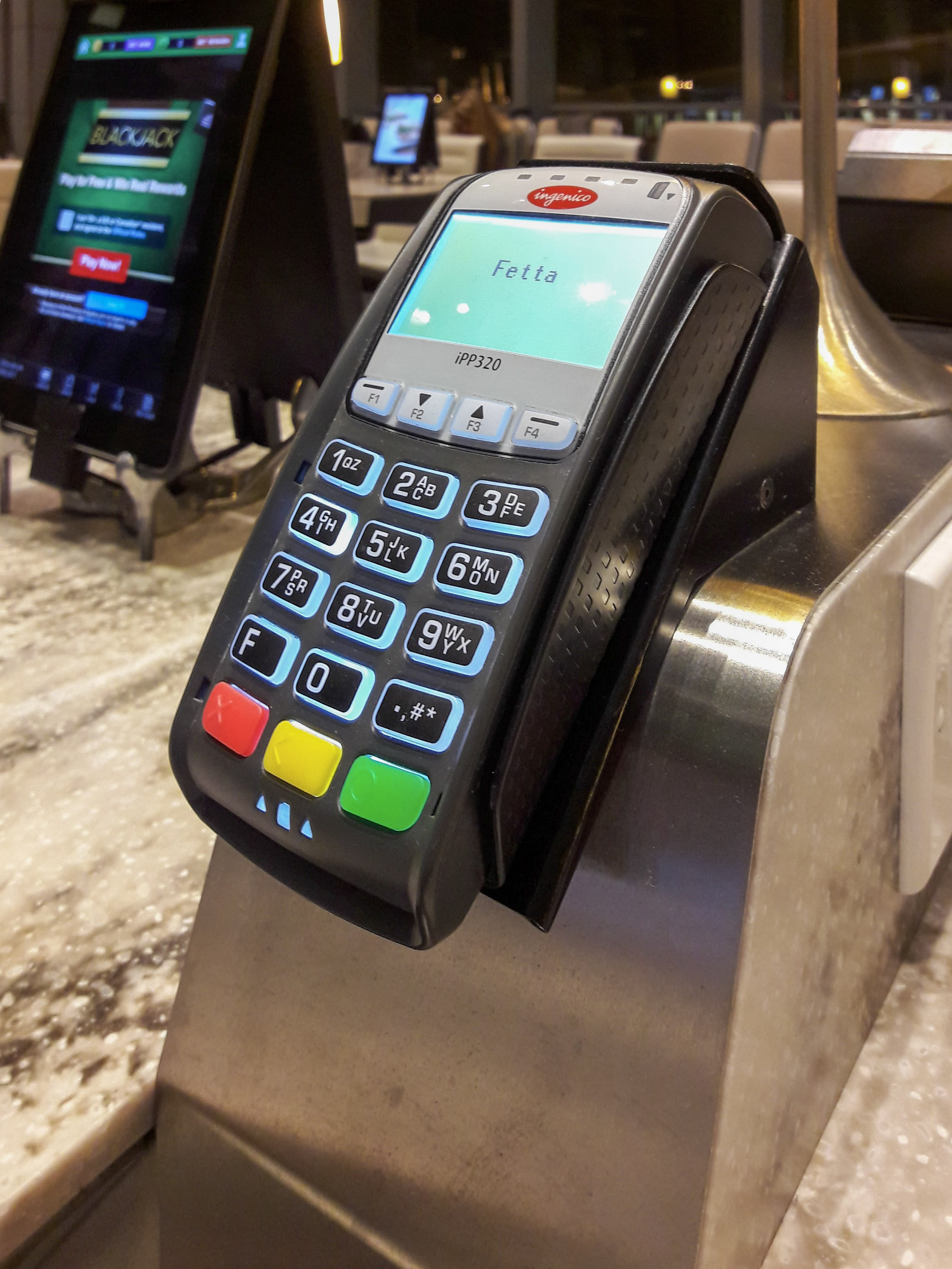
Ingenico iPP320 Chipkartenterminal

Im Februar 2020 kündigte der französische Konkurrent Worldline ein öffentliches Übernahmeangebote für Ingenico an.
Ingenico werde durch das Angebot mit 7,8 Milliarden Euro bewertet. Durch den Zusammenschluss entstehe der viertgrößte digitale Zahlungsanbieter der Welt. Die deutsche Sparkassen-Gruppe, der zusammen mit Ingenico das Gemeinschaftsunternehmen Payone in Deutschland gehört, begrüßte die Fusion. Die Ingenico-Gruppe wurde in Worldline integriert, und die Ingenico-Zahlungsterminals werden mit den von Worldline vermarkteten Terminals unter der Marke Worldline Terminals, Solutions and Services (TSS) zusammengefasst. Die Ingenico Group wurde in mehrere Einheiten innerhalb der Worldline-Gruppe aufgeteilt:
- Ingenico ePayments wird zu Worldline Merchant Services (MS);
- Ingenico Terminals und Ingenico Banks and Acquirers (B&A) werden zu Worldline Terminals, Solutions and Services (TSS);
- Aus Ingenico Business Support wird Worldline Business Support.

Im Februar 2022 verkaufte Worldline die gesamte Aktivität von TSS an den amerikanischen Finanzinvestor Apollo Global Management, was laut Wirtschaftsblatt Les Echos „das Ende eines industriellen Abenteuers darstellt, in dem es Frankreich gelungen war, einen Weltmarktführer aufzubauen.“ Als die französischen Gewerkschaften von Ingenico im Juni 2021 die französische Regierung darauf hinwiesen, dass somit die Expertise von Worldline TSS von amerikanischen Geldern begehrt abgegeben werde, reagierte diese nicht. Die ehemalige TSS tritt heute wieder unter Marke Ingenico auf.